# 葛健豪

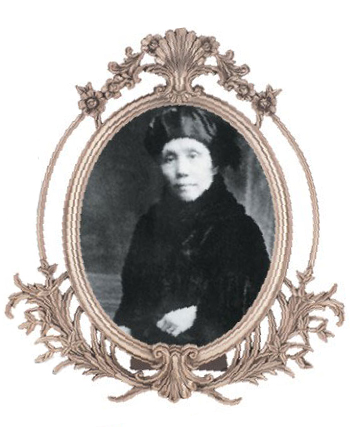

葛健豪（1865年9月—1943年3月16日 ），原名葛兰英，湖南双峰县荷叶桂林堂人。中国革命家、教育家。中共早期领导人蔡和森和原中华全国妇女联合会主席蔡畅的母亲。

## 生平
葛健豪1865年（清同治四年八月十七日）生在湖南双峰荷叶桂林堂的一个地方望族。当时，葛家与曾国藩家族、秋瑾的婆家“王氏家族”等都有联姻关系。葛健豪的父亲葛葆吾曾是湘军的参将，曾官至正四品道员，先后作过盐运使、按察使。受家庭环境影响，葛健豪五、六岁时，开始进入家倌学习。16岁时，奉父母之命与蔡寿富之子蔡蓉峰结婚。婚后育有三子三女。
1913年，从湖南女子教员养成所毕业的葛健豪，回到永丰，出任湘乡县立第二女子简易职业学校校长。1917年，举家迁居长沙岳麓山下的刘家台子，其家后成为毛泽东等青年聚会的场所。1918年4月14日，由毛泽东、蔡和森、何叔衡等人发起的“新民学会”，就是在她家成立的。1919年，年满54岁的葛健豪，和儿子、女儿一同赴法勤工俭学，是当时赴法留学人员当中年龄最大的。
1921年归国后，葛健豪加入湖南女界联合会，并在长沙颜子庙举办平民女校；自任校长，长女蔡庆熙当缝纫课教员。1925年，二儿子蔡麓仙在广东“省港罢工”中牺牲，葛健豪将中共发放的600元抚恤金捐出，除为学校购买了2部缝纫机外，还救济了一些贫困学生。
“马日事变”后，平民女校被迫停办，葛健豪辗转于武汉、上海等地，掩护子女从事革命工作。1928年5月，在三儿媳向警予牺牲后，子女安排她回湖南老家抚养后代。1932年，在丈夫蔡蓉峰去世后，葛健豪和长女庆熙、孙子蔡博、外孙女李特特一起，在距永丰不远的石板冲(今属水丰镇五四村)定居。
1943年3月16日，葛健豪病逝于石板冲，终年78岁。临终前，她都还不知道三子蔡和森，在12年前就已牺牲。

## 纪念
当毛泽东在得知葛健豪逝世后，提写了“老妇人，新妇道；儿英烈，女英雄”的挽联。1985年9月，双峰县人民政府为她立碑纪念，碑名由陈云题写，原全国人大常委会副委员长许德珩题写了赞辞。
葛健豪虽非中国共产党党员，但却被列在《中共党史人物传》的第六卷中。

## 家庭
- 丈夫蔡蓉峰
  - 大儿子，早夭
  - 二儿子蔡麓仙
  - 三儿子蔡和森，中共早期领导人之一，中宣部第一任部长
    - 三儿媳向警予，中共第一位女性中央委员

  - 大女儿蔡庆熙
  - 二女儿，早夭
  - 三女儿蔡畅（蔡咸熙），第四、五届全国人大常委会副委员长，全国妇联第一任主席
    - 三女婿李富春，原中共中央政治局委员、常委，曾任中国国务院副总理